# Anqasha picta
Espèce
Synonymes
- Hapalopus pictus Pocock, 1903

Anqasha picta est une espèce d'araignées mygalomorphes de la famille des Theraphosidae.

## Distribution
Cette espèce est endémique de la région d'Ancash au Pérou,. Elle se rencontre dans la vallée du río Santa dans les provinces de Huaylas et de Yungay.

## Description
Le mâle holotype mesure 14 mm.
Le mâle décrit par Sherwood et Gabriel en 2022 mesure 15,2 mm.
La femelle décrite par Kaderka en 2023 mesure 23,5 mm.

## Systématique et taxinomie
Cette espèce a été décrite sous le protonyme Hapalopus pictus par Pocock en 1903. Elle est placée dans le genre Homoeomma par Gerschman et Schiapelli en 1973 puis dans le genre Anqasha par Sherwood et Gabriel en 2022.

## Publication original
- Pocock, 1903 : « On some genera and species of South American Aviculariidae. » Annals and Magazine of Natural History, sér. 7, vol. 11, p. 81-115 (texte intégral).